# J. C. W. Beckham

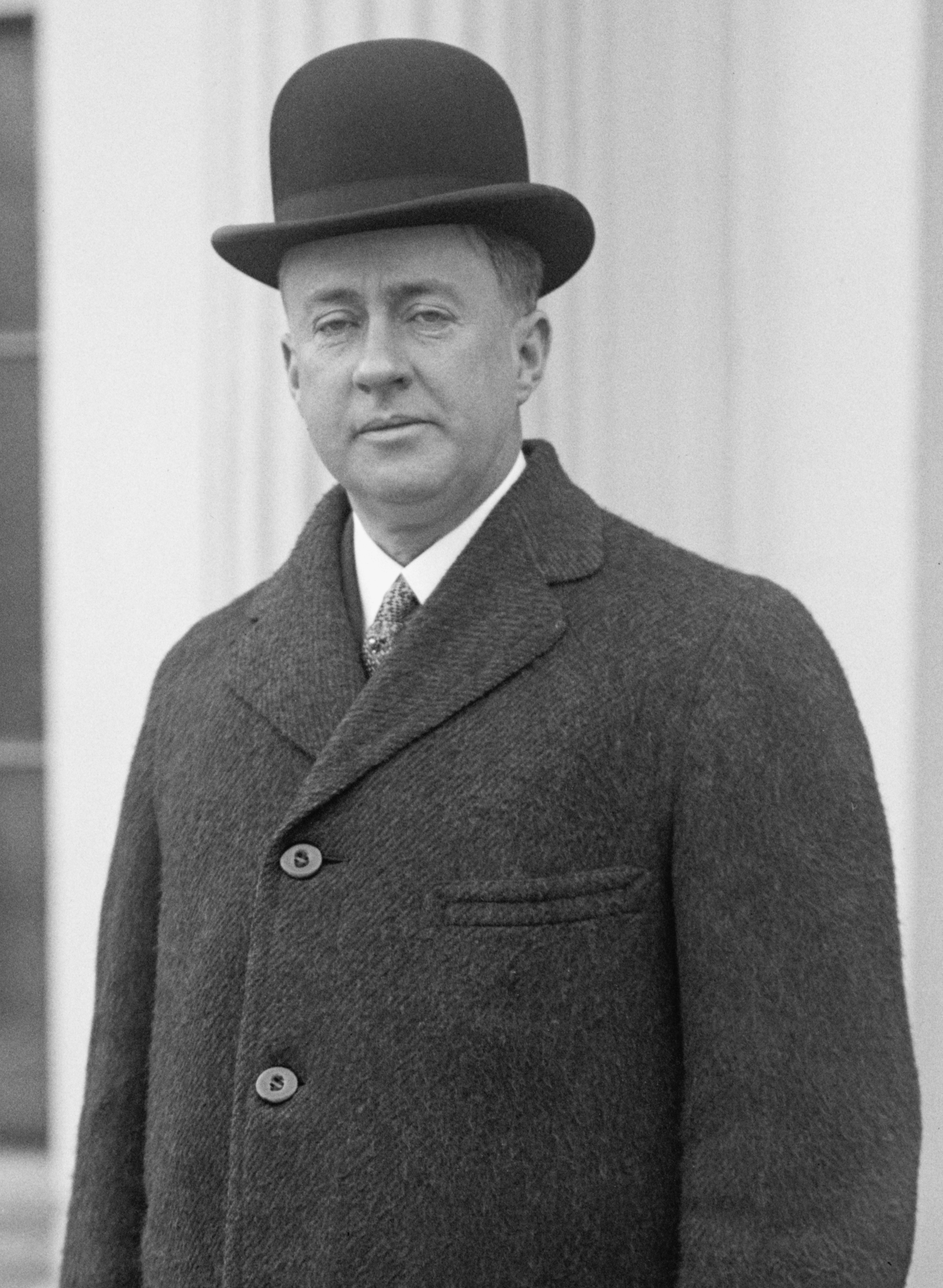
J. C. W. Beckham (1915)

John Crepps Wickliffe Beckham (* 5. August 1869 in Bardstown, Kentucky; † 9. Januar 1940 in Louisville, Kentucky) war ein US-amerikanischer Politiker und von 1900 bis 1907 Gouverneur von Kentucky. Außerdem vertrat er diesen Bundesstaat im US-Senat.

## Frühe Jugend und Aufstieg
Beckham, dessen Großvater Charles A. Wickliffe von 1839 bis 1840 Gouverneur von Kentucky gewesen war, erhielt seine Ausbildung an der Roseland Academy, der Central University in Richmond und der University of Kentucky in Lexington. Nach seiner Zulassung als Rechtsanwalt im Jahr 1889 war er in Bardstown in diesem Beruf tätig. Zwischen 1894 und 1898 war er demokratischer Abgeordneter im Repräsentantenhaus von Kentucky und zeitweise Speaker dieser Kammer. Bei den umstrittenen Gouverneurswahlen des Jahres 1899 wurde er zum Vizegouverneur von Kentucky gewählt. Nach den politischen Wirren um die Gouverneure William S. Taylor und William Goebel sowie der Ermordung des Letzteren fiel Beckham das Amt des Gouverneurs von Kentucky zu.

## Gouverneur von Kentucky
Beckham erste Aufgabe als Gouverneur von Kentucky war die Wiederherstellung der Ordnung nach den Turbulenzen unter seinen beiden Vorgängern. Durch ein Einlenken beider politischen Parteien wurde das schließlich ermöglicht. Im November 1900 wurden außerordentliche Neuwahlen durchgeführt, bei denen Beckham mit 49,9 % der Stimmen gegen John W. Yerkes (49,1 %) knapp wiedergewählt wurde. Sein Vorsprung betrug etwas mehr als 3700 Stimmen. Das Ergebnis zeigte, dass der Staat politisch immer noch sehr gespalten war. Bei den nächsten regulären Wahlen im Jahr 1903 konnte Beckham seinen Vorsprung etwas ausbauen. Diesmal siegte er mit 52,1 % der Wählerstimmen gegen 46,2 % die sein Gegenkandidat Morris B. Belknap für sich verbuchen konnte. Während seiner von 1900 bis 1907 laufenden Amtszeit gelang ihm ein Abbau der Staatsverschuldung und es wurden landeseinheitliche Schulbücher eingeführt. Außerdem wurde mit dem Bau des heutigen Kapitolgebäudes begonnen.

## Weitere Laufbahn
Nach dem Ende seiner Amtszeit am 10. Dezember 1907 blieb Beckham politisch aktiv. Bis 1920 nahm er an allen Democratic National Conventions teil. Im Jahr 1908 unternahm er einen ersten  Versuch, in den US-Senat gewählt zu werden. Von 1915 bis 1921 war er doch noch Mitglied des Senats. Er gehörte zu den ersten direkt vom Volk gewählten Senatoren. Dieses Verfahren wurde durch den 17. Verfassungszusatz ermöglicht, der erst 1913 verabschiedet worden war. Die Wahl in den Senat hatte er gegen Augustus E. Willson gewonnen, der 1907 sein Nachfolger als Gouverneur in Kentucky geworden war. Beim Wiederwahlversuch 1920 scheiterte er ganz knapp an Richard P. Ernst. Während seiner Zeit im Senat traten die USA in den Ersten Weltkrieg ein. Die Diskussion um den Völkerbund und die Prohibition waren die bestimmenden innenpolitischen Themen jener Zeit. Im Jahr 1927 bewarb sich Beckham noch einmal um das Amt des Gouverneurs von Kentucky. Er unterlag aber bei der Wahl dem Republikaner Flem Sampson. Auch ein Versuch, 1936 noch einmal in den US-Senat gewählt zu werden, war nicht von Erfolg gekrönt. 1936 war er noch in verschiedenen Kommissionen seines Heimatstaates vertreten, unter anderem auch in der Kommission zur Reformierung der Verwaltung des Staates. John Beckham starb am 9. Januar 1940. Er war mit Jean Raphael Fuqua verheiratet, mit der er zwei Kinder hatte.